# Tribalism
Tribalism è la seconda raccolta del gruppo musicale britannico Enter Shikari, pubblicato il 22 febbraio 2010 dall'Ambush Reality.

## Descrizione
Contiene due brani inediti e b-side, remix e versioni dal vivo di brani precedentemente pubblicati. È stato reso disponibile anche in un'edizione limitata con l'aggiunta dell'album dal vivo Live at Rock City 2009 - Bootleg Series Vol. 2.

## Tracce
Testi di Rou Reynolds e musiche degli Enter Shikari, eccetto dove indicato.
1. Tribalism – 5:05
2. Thumper – 3:44
3. All Eyes on the Saint – 5:51
4. We Can Breathe in Space (Radio Edit) – 4:03
5. Insomnia (Live @ Brixton '07) – 4:32 (Faithless)
6. Juggernauts (Nero Remix) – 5:01
7. No Sleep Tonight (The Qemists Remix) – 5:58
8. Wall (High Contrast Remix) – 4:32
9. No Sleep Tonight (Mistabishi Remix) – 4:16
10. Juggernauts (Blue Bear's True Tiger Remix) – 4:55
11. No Sleep Tonight (Rout Remix) – 4:11
12. No Sleep Tonight (LightsGoBlue Remix) – 4:37
13. Havoc A (Live '09) – 1:47
14. Labyrinth (Live '09) – 3:24
15. Hectic (Live '09) – 4:01

## Formazione
Enter Shikari
- Rou Reynolds – voce, tastiera, sintetizzatore, programmazione
- Rory Clewlow – chitarra, voce secondaria
- Chris Batten – basso, voce secondaria
- Rob Rolfe – batteria, percussioni, cori

Produzione
- Enter Shikari – produzione
- Andy Gray – produzione, missaggio, ingegneria del suono (tracce 1–4)
- Edd Slaney – missaggio, ingegneria del suono (traccia 5)
- The Qemists – produzione aggiuntiva, missaggio, ingegneria del suono, chitarra, basso, batteria (traccia 7)

## Classifiche
| Classifiche (2010)         | Posizione massima |
| -------------------------- | ----------------- |
| Regno Unito                | 63                |
| Regno Unito (rock & metal) | 3                 |